# Ибраев, Рашит Ахметзиевич
Рашит Ахметзиевич Ибраев (род. 1959) — специалист в области математического моделирования физических процессов в океане, член-корреспондент РАН (2008).

## Биография
Родился 24 февраля 1959 года в селе Табанлыкуль Буздякского района Башкирской АССР.
В 1976 году — окончил среднюю школу № 39 Уфы, и был в числе призёров всероссийской и участников всесоюзной олимпиады школьников по физике.
В 1982 году — Московский физико-технический институт, а в 1985 году — аспирантуру там же.
В 1985 году — защитил кандидатскую диссертацию, тема: «Численное моделирование крупномасштабных гидрофизических полей экваториальной зоны океана» (научный руководитель — академик А. С. Саркисян).
В 2002 году — защитил докторскую диссертацию, тема: «Математическое моделирование термогидродинамики Каспийского моря».
В 2008 году — избран членом-корреспондентом РАН.
С 1985 по 1987 годы — работал в Институте экспериментальной метеорологии (г. Обнинск Калужской области).
С 1988 года — работает в Институте вычислительной математики имени Г. И. Марчука РАН, где прошел путь от научного сотрудника до главного научного сотрудника (с 2008 года).
В 2007 году — назначен руководителем созданной Группы моделирования изменчивости климата океанов и морей Института океанологии им. П. П. Ширшова РАН.
С 1988 года — по совместительству ведет преподавательскую деятельность в должности доцента в МФТИ.

## Научная деятельность
Научные интересы: физика океана, крупно- и мезомасштабная гидродинамика моря, математические моделирование динамики океана и внутренних морей, климатическая изменчивость, синоптическая изменчивость, Каспийское море, Чёрное море, Мировой океан.
Основные результаты:
Исследована климатическая циркуляция вод Атлантического океана, внутригодовая изменчивость динамики вод Чёрного моря.
Впервые построены ежемесячные 3-мерные карты распределений климатических характеристик Чёрного моря.
Разработал модель гидродинамики внутреннего моря с изменяемой массой воды в бассейне и эффективные алгоритмы её реализации на многопроцессорных вычислительных системах.
Исследовал роль ветра, стока рек и топографии дна в формировании течений Каспийского моря, закономерности внутригодовой изменчивости циркуляции и уровня вод Каспийского моря. Впервые установлен двуслойный характер течений вдоль восточного берега и предложена новая интерпретация наблюдаемых в этом районе распределений поверхностной температуры.
Исследовал изменчивость 3-мерной циркуляции вод в бароклинном океане со сложной топографией дна под действием приливов. Выделен механизм формирования бароклинных поверхностных течений вследствие каскада энергии от топографических возмущений глубинных течений океана.
Автор 50 научных работ, в том числе 1 монографии.
Член Ученого совета ИВМ РАН, Совета по защите диссертаций на соискание учёной степени доктора наук.
- Demin Y.L., Ibraev R.A. A numerical Method of calculation of currents and sea surface topography in multiply connected domains of the oceans. Sov. J. Numer. Anal. Math. Modelling. 1989, 4(3), 211—225.
- Ибраев Р. А. Реконструкция климатических характеристик течения Гольфстрим. Известия PАН, Физика атмосферы и океана. 1993, т.29, N6, 803—814.
- Ibrayev R.A., 2001: Model of enclosed and semi-enclosed sea hydrodynamics. Russ. J. Numer. Anal. Math. Modelling, 16(4), 291—304.
- Ибраев Р. А., 2008. Математическое моделирование термогидродинамических процессов в Каспийском море, Москва, ГЕОС, 130c.

## Награды
- Грант Международного научного фонда (1993)
- Государственная научная стипендия (2000—2003)
- Лауреат Фонда содействия отечественной науке (2003—2004)
- Почётная грамота РАН (2005)